# Отвязные дворняги
«Отвя́зные дворня́ги» (англ. Strays) — американский комедийный анимационно-игровой фильм режиссёра Джоша Гринбаума и сценариста Дэна Перро. Картина рассказывает о псе (озвучивает Уилл Феррелл), которого бросает жестокий хозяин (Уилл Форте) и который объединяется с несколькими дворнягами (озвучивают их Джейми Фокс, Айла Фишер и Рэндалл Парк), чтобы ему отомстить.
Премьера фильма в США состоялась 18 августа 2023 года, в СНГ — 31 августа. Проект собрал $34 млн по всему миру и получил смешанные отзывы.

## Сюжет
Реджи — наивный бордер-терьер, живущий со своим хозяином-тунеядцем Дагом. Хотя Даг содержит его лишь назло своей бывшей девушке, Реджи считает, что Даг любит его, и делает всё, чтобы его радовать, однако Даг его попытками недоволен.
Когда Реджи непреднамеренно разбивает бонг Дага, тот несколько раз пытается избавиться от пса, увозя его далеко от дома, бросая мячик и тут же уезжая, но Реджи воспринимает это как игру. Потеряв след Дага в городе в нескольких часах езды от дома, Реджи встречает бродячего бостон-терьера по кличке Клоп который учит его быть бродягой. Проведя ночь вместе с австралийской овчаркой Мэгги и немецким догом Хантером, Реджи понимает, что Даг его не любит. Он решает отомстить Дагу, откусив ему пенис, и вместе с другими бродягами отправляется к нему.
В пути герои попадают в различные ситуации, во время которых сближаются друг с другом. После того как они наедаются галлюциногенных грибов и в состоянии наркотического опьянения убивают семью кроликов, их ловит служба по контролю за животными. В неволе Клоп признаётся, что он сам принадлежал одной семье, состоящей из родителей и дочери, но ему пришлось сбежать после того, как он случайно укусил девочку и его хотели из-за этого усыпить. После этого случая Клоп перестал доверять человеческим детям. После побега из отдела службы Реджи убеждает себя, что он сам виноват в том, что Даг плохо с ним обращался, из-за чего ссорится с Клопом и продолжает свой путь один. По пути обратно в город Клоп, Мэгги и Хантер находят пропавшую девочку-скаута и зовут людей, проводивших поисково-спасательные работы.
В конечном счёте Реджи возвращается к Дагу, разрывает с ним все связи и собирается уходить, однако Даг закрывает дверь прямо перед Реджи и пытается убить его. Прибывают другие бродяги, и с их помощью Реджи успешно откусывает Дагу пенис. Хантер также испражняется Дагу в рот, а в ходе стычки дом человека сгорает. После этого жизнь бродяг меняется: Мэгги становится полицейской собакой и начинает отношения с Хантером, Клоп становится питомцем спасённой им девочки, а Реджи даёт советы новым бродягам.
В сцене в середине титров доктор рассказывает Дагу о его состоянии, и тот с ужасом узнаёт, что пенис ему пришить не удастся.

## В ролях
- Уилл Форте — Даг, бывший хозяин Реджи
- Бретт Гельман — Вилли, инспектор из службы по контролю за животными
- Дэн Перро[англ.] — доктор Хейджен
- Деннис Куэйд в роли самого себя

### Актёры озвучки
- Уилл Феррелл — Реджи, бордер-терьер[6]
- Джейми Фокс — Клоп, бродячий бостон-терьер[6]
- Айла Фишер — Мэгги, австралийская овчарка[7]
- Рэндалл Парк — Хантер, немецкий дог[8]
- Роб Риггл — Рольф, немецкая овчарка, полицейский пёс[9]
- София Вергара — Долорес, диван[9]
- Джэми Деметриу[англ.] — Честер, бульдог[9]
- Грета Ли — Белла, померанский шпиц
- Джош Гэд — Гас, лабрадор-ретривер[9]
- Джимми Татро[англ.] — Финн, ротвейлер
- Джек де Санс — Манчкин, гном
- Харви Гильен[англ.] — Кусок Дерьма, чихуахуа[9]
- Дэвид Херман — собака из загона с неправильным прикусом
- Фил Моррис — Бабси

## Производство
В августе 2019 года Фил Лорд и Кристофер Миллер заключили производственный контракт с Universal Pictures. В мае 2021 года Universal приобрела права на фильм «Strays» от сценариста Дэйва Перро, который Лорд и Миллер будут продюсировать совместно с Эриком Фейгом и Луи Летерье. Компаниями-производителями являются Picturestart и Rabbit Hole Productions. Съёмки фильма начались в сентябре 2021 года в Атланте, штат Джорджия. Производство было завершено в декабре.

## Премьера
Премьера фильма «Отвязные дворняги» в США состоялась 18 августа 2023 года, а в странах СНГ (всех, кроме России и Белоруссии) — 31 августа. Изначально фильм должен был выйти 9 июня 2023 года. 5 сентября фильм вышел на цифровых платформах.

## Реакция

### Кассовые сборы
В США и Канаде «Отвязные дворняги» вышли в прокат в один день с фильмом «Синий Жук». Согласно прогнозам, в свой дебютный уикенд фильм должен был собрать $15–17 млн в 3000 кинотеатрах. В первый день было собрано $3,4 млн ($1,1 млн из которых были заработаны в четверг), прогнозы были снижены до $8,5 млн.

### Отзывы критиков
На сайте-агрегаторе рецензий Rotten Tomatoes фильм имеет рейтинг 54 % со средней оценкой 5,3 / 10 на основе 122 отзывов. Консенсус сайта гласит: «Грубо эффектные и эффектно грубые, „Отвязные дворняги“ скорее забавные, чем уморительные, но частично спонтанный юмор этой комедии сменяется на удивительно большое сердце». Metacritic, выставляющий оценки по среднему арифметическому взвешенному, присвоил фильму 55 баллов из 100 на основе 40 отзывов, что соответствует «смешанным или средним отзывам».

## Комментарии
1. ↑  Дословный перевод оригинального названия (англ. Strays) — «Бродяги», однако в прокат стран СНГ фильм вышел под названием «Отвязные дворняги»[5].